# 363 Padua
Padua (asteroide 363) é um asteroide da cintura principal com um diâmetro de 97 quilómetros, a 2,54507259 UA. Possui uma excentricidade de 0,07327599 e um período orbital de 1 662,33 dias (4,55 anos).
Padua tem uma velocidade orbital média de 17,97288788 km/s e uma inclinação de 5,95105926º.
Este asteroide foi descoberto em 17 de Março de 1893 por Auguste Charlois.
Este asteroide recebeu este nome em homenagem à cidade italiana Pádua.